# لوسيان كوش
لوسيان كوش هو متزلج على الثلوج سويسري، ولد في 2 يناير 1996 في Wildhaus ‏ في سويسرا.

## وصلات خارجية
- لوسيان كوش على موقع الاتحاد الدولي للتزلج (ركوب لوح الثلج) (الإنجليزية)
- لوسيان كوش على موقع أوليمبيديا (الإنجليزية)